# Super Sidekicks 2: The World Championship
Super Sidekicks 2: The World Championship es un videojuego de arcade de 1994 desarrollado y lanzado por la compañía SNK como la segunda entrega de la saga Super Sidekicks y el tercer videojuego de fútbol hecho para Neo-Geo. Como un juego de arcade de fútbol, el jugador podía enfrentar a la inteligencia artificial del juego o a otro jugador con el equipo de su elección utilizando un control de tres botones.
Dirigido por Eikichi Kawasaki, Super Sidekicks 2: The World Championship fue desarrollado por un grupo que ya había estado en varios proyectos de las plataformas de Neo Geo en SNK. Primero fue lanzado para un sistema MVS, y más adelante fue lanzado para el Neo Geo AES y Neo Geo CD, así como relanzamientos para servicios de descarga y varias consolas. El juego fue popular entre los jugadores y generó críticas positivas de columnistas, en las que destacaron las grandes mejoras comparado con su predecesor. Después sería lanzado el Super Sidekicks 3: The Next Glory en 1995.

## Juego
Al igual que su predecesor, Super Sidekicks 2: The World Championship es un videojuego de fútbol de visió periférica de dos dimensiones con sprites. Se basaba en las reglas del juego real basado en un estilo de arcade para una mejor simulación. La secuela mejoró el diseño y la introducción, incluyendo el cambio de jugadores durante el partido, una portería más pequeña, sin tiros largos, además de otras mejoras y adiciones.
Al iniciar el juego, el jugador juega la "Ronda Final Regional de Clasificación" ante otro equipo de la misma zona. Luego de vencer al primer rival, el jugador entra al Torneo Mundial, donde estará ubicado en un grupo contra tres rivales de otras zonas. Luego de vencer a los tres equipos, entre a una fase de eliminación: cuartos de final, semifinales y la final, simulando la Copa Mundial. Si el partido termina empatado, el jugador tiene la opción de repetir el partido (como en los primeros mundiales de fútbol), tirar penales, o jugar un partido de sudden death (gol de oro); sin embargo, la versión de arcade necesita de un crédito extra para acceder a estas opciones.

### Equipos
Hay 48 selecciones nacionales desponibles para elegir antes de iniciar el juego, cada una dividida en seis "regiones" continentales:
| Europa A - Italia - Inglaterra - España - Países Bajos - Suiza - Noruega - Turquía - Irlanda | Europa B - Alemania - Francia - Bulgaria - Suecia - Rusia - Grecia - Bélgica - Rumania | Americas/Oceania - Estados Unidos - México - Canadá - Australia - Nueva Zelanda - Costa Rica - El Salvador - Honduras | Asia - Corea del Sur - Japón - Arabia Saudita - ROC - China - Irán - Hong Kong - UAE | Suramérica - Brasil - Argentina - Paraguay - Colombia - Bolivia - Uruguay - Perú - Ecuador | África - Camerún - Marruecos - Nigeria - Egipto - Sudáfrica - Costa de Marfil - Guinea - Zambia |

### Modo Arcade
En el primer partido se enfrentan a un equipo de la misma zona para jugar el Torneo Mundial:
- Europa A:  Inglaterra, si jugador de elige a Inglaterra, el rival es  Turquía
- Europa B:  Francia, si el jugador elige a Francia, el rival es  Suecia
- Américas/Oceanía:  Australia, si el jugador elige a Australia, el rival es  Canadá
- Asia:  Japón, si el jugador elige a Japón, el rival es  Irán
- Suramérica:  Uruguay, si el jugador elige a Uruguay, el rival es  Paraguay
- África:  Zambia, si el jugador elige a Zambia, el rival es  Costa de Marfil

El Torneo Mundial está basado en los grupos del mundial de Estados Unidos 1994, por lo que si se elige a un equipo que participó en ese mundial, de superar la ronda de clasificación sería ubicado en el grupo donde jugó el mundial, de no elegir a un equipo que clasificó al mundial (como Francia), sería colocado en uno de los grupos al azar.

## Desarrollo y Lanzamiento
Super Sidekicks 2: The World Championship fue el tercer juego de fútbol desarrollado para Neo Geo MVS luego del primer Super Sidekicks, el cual fue creado por un grupo que trabajó en varios proyectos para plataformas de Neo Geo en SNK como 3 Count Bout, con el productor Eikichi Kawasaki al mando del desarrollo y un miembro bajo el seudónimo de "Yellow Beat" como diseñador principal. T. Nakamura y otros miembros bajo los seudónimos "Uzumasa", "Ep82boy" y "YuritaN" fueron los programadores. Mic Senbey, Mina Kawai, Ten Chan and other staff members were responsible for the pixel art. Los miembros del Shinsekai Gakkyoku Zatsugidan Yoshihiko "Jojouha Kitapy" Kitamura, "Brother Hige" y "Akibon" trabajaron el sonido. Otros miembros colaboraron con su desarrollo. El primer lanzamiento deSuper Sidekicks 2 por SNK para el Neo Geo MVS fue el 19 de abril de 1994 y para Neo Geo AES en mayo de 1994. Más tarde eljuego sería relanzado para el Neo Geo CD en Japón en septiembre de 1994 y Norteamérica en octubre de 1996. Hamster Corporation relanzaría el título para Nintendo Switch, PlayStation 4 y Xbox One en mayo de 2018 bajo el título Arcade Archives.

## Recepción
Super Sidekicks 2: The World Championship fue popular entre los jugadores y sus críticas fueron de aclamación por parte de las revistas de juegos, con la mayoría de columnistas agregando que la secuela fue una versión mejorada del original Super Sidekicks. En Japón, ja Super Sidekicks 2 el 1 de junio de 1994 estuvo colocado entre los cinco juegos de arcade más populares. En Norteamérica RePlay reportó que era el juego número 14 entre los más populares en el arcade. Play Meter lo colocó entre los primeros 15 juegos más populares de arcade. Marc Menier y Richard Homsy de fr elogío de manera unánime la versión de Neo Geo AES por sus mejoras en general sobre su predecesor como en la presentación visual, diseño de sonido, replay y jugabilidad, remarcandolo comouno de los mejores juegos de fútbol en consolas. Andreas Knauf de de remarcó el título como uno de los mejores simuladores de juegos de fútbol, aduciendo que era casi perfecto desde la perspectiva técnica y de jugabilidad. Del mismo modo, Terry de fr también alabó de manera unánime lo visual del título, sonido y jugabilidad. Cinco integrantes de Electronic Gaming Monthly aplaudieron su control, acción intensa, efectos de sonido, y su calidad de juego de arcade en general.
Manuel del Campo de Hobby Consolas alabó el Super Sidekicks 2 por su traducción al español, presentación audiovisual, jugabilidad y su efecto adictivo. Steffen Schamberger de Megablast marcó de manera positiva las mejoras en general sobre su predecesor, como la jugabilidad como fenomenal pero criticó el diseño de sonido. Uwe Kraft y Stephan Girlich de de comentaron sobre el aspecto visual y trabajo en sonido. Sin embargo, Girlich inició que "Para mí, SSK sigue siendo uno de los tres mejores juegos de su género junto a FIFA y Striker, pero yo esperaba un poco más de la mejora en términos de jugabilidad." Wolfgang Schaedle de de inició diciendo que SNK tuvo éxito haciendo un "exellente" simulador de fútbol en Super Sidekicks 2, citando los controles mejores que el original Super Sidekicks. Juan Carlos Sanz, José Luis del Carpio y Roberto Serrano de la revista española es dijeron que la versión de arcade original fue muy positiva, mientras Javier Iturrioz revisó la versión para AES y alabó las innovaciones técnicas de la secuela pero criticó ciertos aspectos.
Un columnista de la revista Edge remarcó a Super Sidekicks 2 como el mejor juego de fútbol de estilo arcade para consolas, alabando las mejoras con respecto al Super Sidekicks pero criticó que los equipos no cambiaran de lado durante el medio tiempo así como la recompensa. Electronic Gaming Monthly colocó a Super Sidekicks 2 como uno de los 50 mejores videojuegos de 1994. La revista española Hobby Hi-Tech calificó la versión de Neo Geo CD con un 8 de 10 puntos, alabando los gráficos y jugabilidad. Iturroz de Superjuegos alabó la opción de selección de idioma, mejoras en la presentación y la expansión de equipos en el roster, pero que su jugabilidad no era tan buena como la del Super Sidekicks. Kyle Knight de AllGame comentó sobre la respuesta de los controles y la mejora en la presentación de los efectos visuales, remarcando que es "un poco mejor que su predecesor" pero criticó el diseño del sonido y la interferencia de la música durante el juego. Sin embargo, Brad Cook de AllGame inició diciendo que el juego fue uno de los títulos básicos de deportes en su era.